# Левашовский проспект
Левашо́вский проспект — проспект в Петроградском районе Санкт-Петербурга, проходящий от Каменноостровского проспекта до набережной Адмирала Лазарева.

## История
Магистраль существовала с середины XVIII века как дорога по территории Порохового (Зелейного) завода, перешедшей в начале XIX века к гардеробмейстеру И. Ф. Геслеру под названием «Зеленина дача» или «Зеленина роща» (первое название связано с тем, что вдоль будущего проспекта стояли дачи, сдававшиеся на лето). Известный литератор Е. П. Гребёнка писал о дороге в 1844 году, что на ней имелись «ворота при въезде и при выезде, так что целую улицу можно запереть на замок, будто один двор». Дорога именовалась также «Большой аллеей» и «Берёзовой аллеей». В 1860-х годах бывшая дорога, проходившая от Геслеровского переулка (ныне Чкаловский проспект) до реки Малой Невки была благоустроена благодаря попечению санкт-петербургского губернатора, генерал-адъютанта графа Н. В. Левашова (1827—1888), и в его честь 5 марта 1871 года получила современное название Левашовский проспект.
В 1966 году к проспекту были присоединены безымянный участок от Ординарной улицы до Чкаловского проспекта, а также улица Квашнина, проходившая от Каменноостровского проспекта до Ординарной улицы.

## Пересечения
- Каменноостровский проспект
- Ординарная улица
- улица Всеволода Вишневского
- Плуталова улица
- Бармалеева улица
- Подрезова улица
- Чкаловский проспект
- Газовая улица
- Лодейнопольская улица
- Барочная улица
- набережная Адмирала Лазарева

## Транспорт
Ближайшая станция метро — «Петроградская».
Автобусы: 10, 25.
Троллейбус: 34.

## Здания

### Историческая застройка
Каменная застройка старой части проспекта (от Чкаловского проспекта до наб. Адмирала Лазарева) относится в основном к концу XIX — началу XX века.
- д. 4 — доходный дом А. В. Онофриева в стиле модерн (1912, арх. А. Ф. Барановский).
- д. 6 (ул. Ленина, д. 51) — доходный дом А. И. Рогова в стиле модерн (1910, гр. инж. П. Г. Головков).
- дд. 7—9 — с 1860-х годов здесь размещались здания газового завода, позже — Балтийская лифтовая компания, а в 1930-х — заводы «Лифтостроймеханизатор» и «Газоаппарат».
- д. 11 — стадион «Метрострой» и спорткомплекс «Левашовский» (арх. Н. И. Назарьин, Г. И. Иванов, 1946)[3].
- д. 14 (Лодейнопольская ул., д. 10х) — доходный дом (1905, арх. Н. С. Занин).
- д. 20 — жилой дом (1897, арх. О. А. Игнатович). Снесён в 2000-х годах[4].
- д. 22 (Барочная ул., 8) — (1911—1912, техн. Н. М. Аристов).
- д. 24 — доходный дом (1914, техн. Л. В. Богусский), реконструирован в 2005 году.
- д. 28 (Большая Зеленина ул., 41) — доходный дом (1896, арх. П. М. Мульханов).

### Середина XX века — наше время
Дома вдоль сравнительно новой части проспекта, проложенной в советское время от Каменноостровского до Чкаловского проспекта, нумеруются по перпендикулярным улицам:
- дома 42б и 44 по Каменноостровскому проспекту и дома 21 и 20 по Ординарной улице, выходящие лицевыми фасадами на нечётную сторону Левашовского проспекта, а также дом 18 по Ординарной улице, выходящий на его чётную сторону, построены в середине XX века в «сталинском» стиле;
- дом 2 по Плуталовой улице, обращённый на Левашовский проспект боковым фасадом, построен в 1911—1913 годах по проекту А. Л. Лишневского в сочетании «петербургского модерна» с неорусским стилем (в этом доме жил выдающийся популяризатор науки Я. И. Перельман);
- дом 4 по Плуталовой улице, напротив дома 2, также одним из фасадов выходящий на Левашовский проспект, — это 8-этажный элитный жилой дом на 45 квартир, образец современной архитектуры (2002, арх. О. Б. Голынкин и В. М. Фромзель).

На углу Левашовского и Чкаловского проспектов, на том месте, где прежде Бармалеева улица продолжалась к реке Карповке, в конце 1940-х годов был построен первый в стране специализированный научно-исследовательский институт гидролокации и гидроакустики (ныне это ОАО «Концерн „Океанприбор“» — Чкаловский проспект, 46). Перед ним на углу двух проспектов разбит небольшой сквер.
Весной 2021 года в прессе появилась информация, что земельный участок площадью 1600 м² к востоку от дома 24 по Левашовскому проспекту отдан под уплотнительную застройку. На нём планирует возвести апарт-отель частный девелопер ООО «Тайм», которому с 2015 года принадлежат права собственности на участок и расположенное на участке одноэтажное нежилое здание. Владельцем компании до 2016 года был фигурант уголовных дел о рейдерских захватах Алексей Саргин.